# Bangka
Bangka est une île d'Indonésie située au large de la côte orientale de Sumatra.
Bangka forme, avec sa voisine Belitung, la province des îles Bangka Belitung. La ville principale de Bangka est Pangkal Pinang.

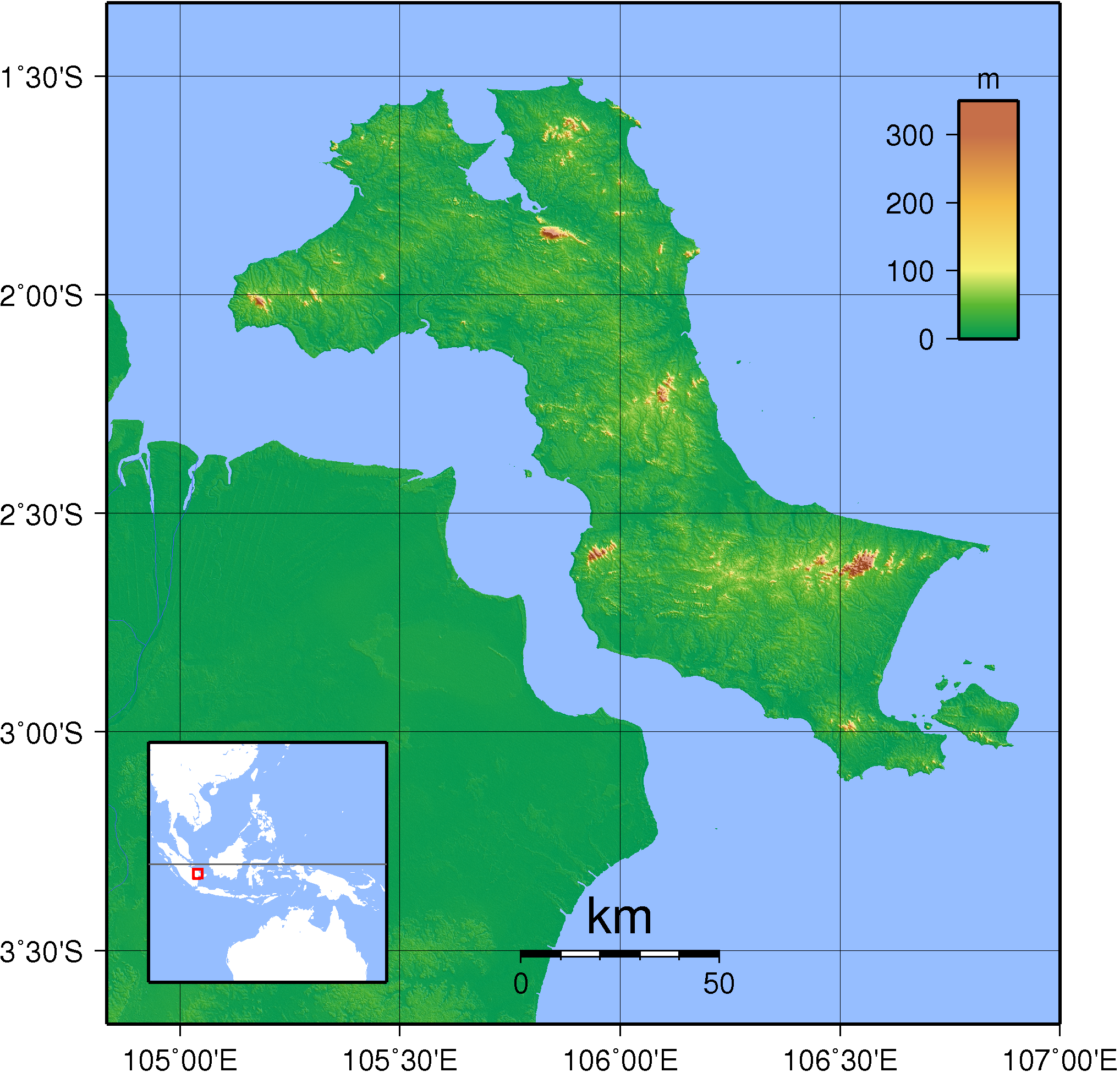
Topographie

## Géographie

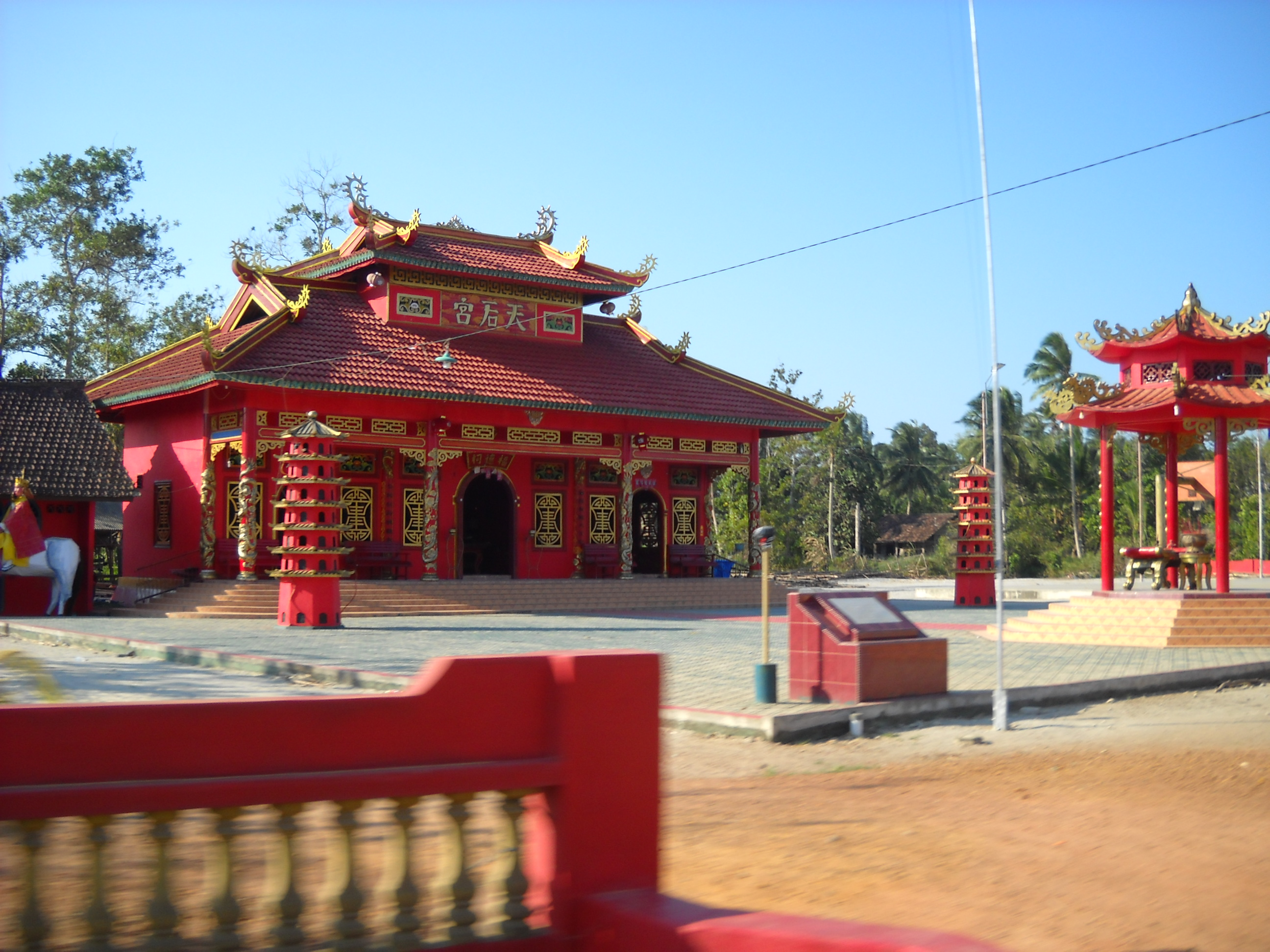
Le temple chinois de Fuk Tet Che dans le village d'Air Duren.

La superficie de l'île est de 11 694 km2.

## Démographie
Sa population était de 960 692 habitants en 2010.

## Histoire
Le Mahâniddesa, ouvrage bouddhique écrit en pâli vers la fin du IIIe siècle, mentionne le nom de Vanka. Bangka semble donc être connue par les Indiens à l'époque.

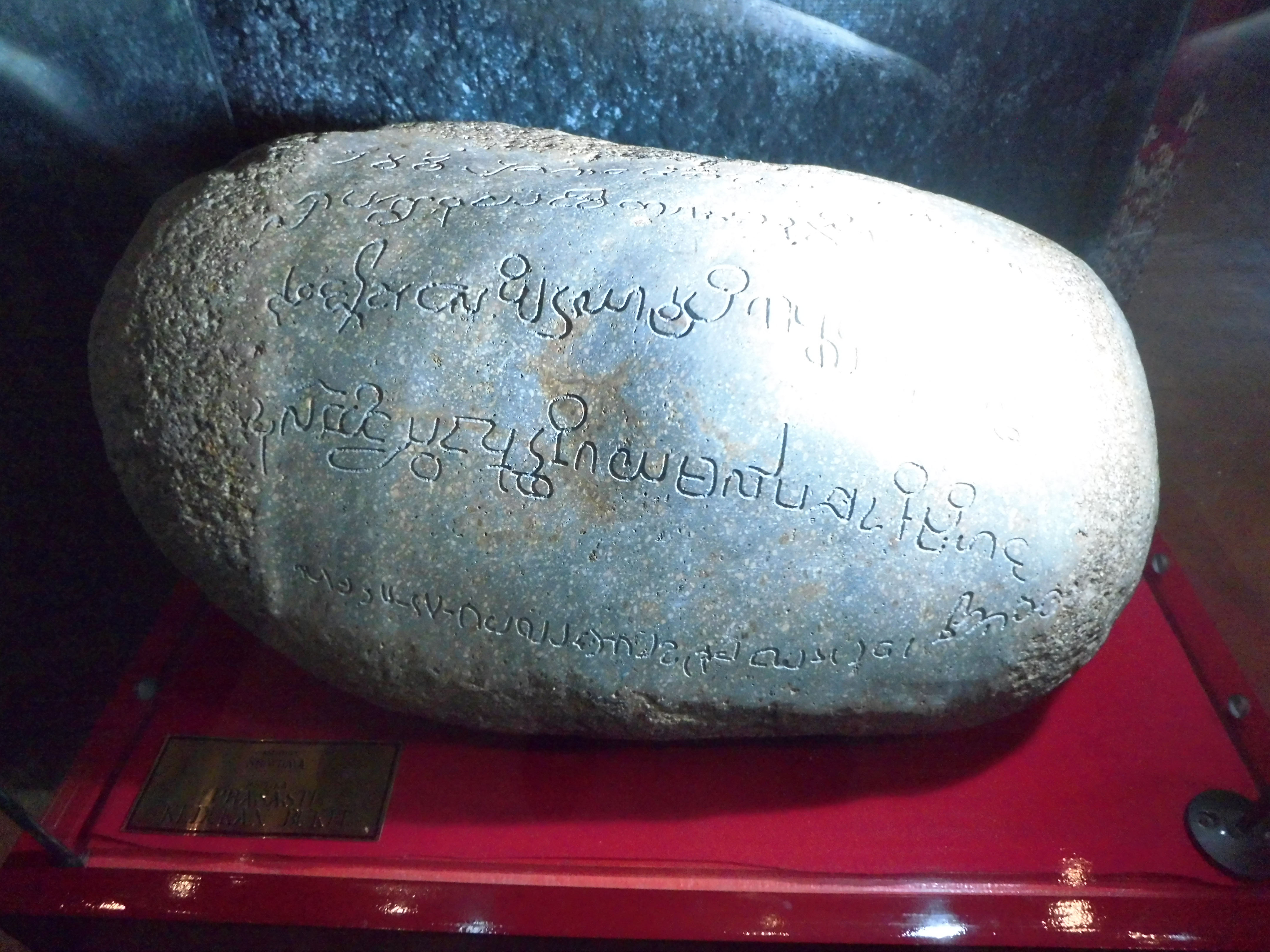
L'inscription de Kedukan Bukit.

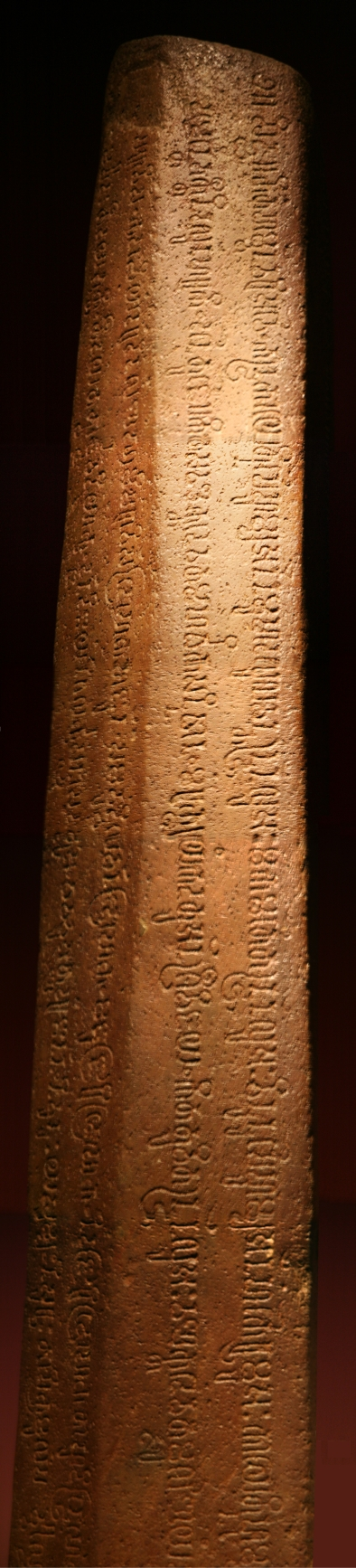
L'inscription de Kota Kapur.

Il semble que le village de Kota Kapur à Bangka ait été au VIe siècle le site d'un État qui pratiquait le culte de Vishnou. C'est en outre à Kota Kapur qu'on a trouvé une inscription en vieux-malais, datée de 686, qui contient une imprécation au nom de la kadatuan (« principauté », du malais datu, « chef ») de Sriwijaya contre ceux qui violent sa loi. L'inscription de Kota Kapur est une des trois trouvées en Indonésie, qui attestent l'existence de ce puissant État, qui du VIIIe au XIIIe siècle, a contrôlé le trafic maritime dans le détroit de Malacca.
En 1710, la VOC (Compagnie néerlandaise des Indes orientales) découvre de l'étain à Bangka. Elle essaie d'obtenir du sultan de Palembang le monopole de son exploitation. Celle-ci sera assurée par des mineurs chinois.
Bangka est cédée aux Anglais par le sultan en 1812. En 1814, les Anglais l'échangent avec les Hollandais contre la ville de Cochin en Inde. En 1861, l'exploitation est reprise par le gouvernement colonial. Il sera finalement confié en 1924 à la société minière britannique Billiton.
Le 8 juin 1945, le croiseur lourd japonais Ashigara est coulé par le sous-marin britannique HMS Trenchant dans le détroit de Bangka.

## Administration
L'île est divisée en quatre kabupatens et une kota :
- Bangka ;
- Bangka occidental ;
- Bangka central ;
- Bangka du Sud ;
- Pangkal Pinang.

## Économie

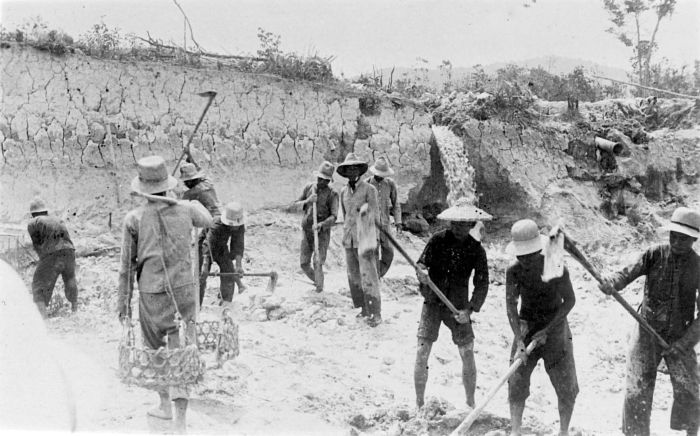
Ouvriers dans une mine d'étain en 1930.

L'île de Bangka est surtout connue pour l'exploitation de minerai d'étain. Un tiers de la production mondiale d'étain provient de Bangka. L'extraction du minerai est pour la majorité faite de manière illégale, et l'étain est revendu sur un marché noir très organisé. Cette extraction illégale ravage l'île, et lui donne un aspect lunaire. Une réglementation des mines existe, mais même PT Timah, l'entreprise publique minière indonésienne, ne la respecte pas. Des cratères de la taille de terrains de football criblent le sol de l'île,.
Bangka, peuplée d'un million d'habitants, abrite la plus grande réserve au monde de cassitérite, un minéral composé de dioxyde d'étain. Des dizaines de milliers d'hommes, payés en moyenne 6,2 euros par jour en 2012 (une somme près de deux fois supérieure au salaire minimum provincial de l'époque,), creusent les fonds boueux d'étangs artificiels ou de mines sous-marines pour extraire le précieux sésame, qui rapporte plus de 52 millions d'euros chaque année à l'Indonésie,. Les accidents du travail sont nombreux et plusieurs dizaines de décès sont recensés chaque année. La construction d'un ordiphone nécessite 1 à 10 grammes d'étain, celle d'une tablette ou d'un ordinateur portable près de 30.